# A magyar labdarúgó-válogatott mérkőzései 1994-ben
A magyar labdarúgó-válogatottnak 1994-ben tizenkét találkozója volt. Az év során a magyar csapat egyetlen mérkőzést sem nyert meg, 4 döntetlen és 8 vereség a mérleg. Az 1996-os labdarúgó-Európa-bajnokság selejtezőiben Svédország, Törökország, Svájc és Izland került a magyarok csoportjába.
Szövetségi kapitány:
- Verebes József 681-688.
- Mészöly Kálmán 689-692.

## Eredmények
681. mérkőzés
| 1994. március 9. |

| Magyarország          | 1–2             | Svájc                 |
| --------------------- | --------------- | --------------------- |
| Eszenyi 75' Urbán 36' | (0–2) Részletek | Sforza 10' Subiat 32' |

| Népstadion, Budapest Nézőszám: 7 000 Játékvezető: Ladislav Gádoši (SVK) |

682. mérkőzés
| 1994. március 23. |

| Ausztria                                             | 1–1             | Magyarország                                               |
| ---------------------------------------------------- | --------------- | ---------------------------------------------------------- |
| Pfeifenberger 75' Pfeifenberger 50' Pfeffer 36′, 54′ | (0–0) Részletek | Illés 65' Mészöly 59' Keresztúri 64′, 67′ Ivanics 57′, 73′ |

| Linz Nézőszám: 15 000 Játékvezető: Walter Cinciripini (ITA) |

683. mérkőzés
| 1994. április 6. |

| Magyarország | 0–1             | Szlovénia                                   |
| ------------ | --------------- | ------------------------------------------- |
| Mracskó 15'  | (0–1) Részletek | Katanec 27' Galics 50' Zsidan 50' Novak 84' |

| Szombathely Nézőszám: 3 000 Játékvezető: Robert Sedlacek (AUT) |

684. mérkőzés
| 1994. április 20. |

| Dánia                                                | 3–1             | Magyarország        |
| ---------------------------------------------------- | --------------- | ------------------- |
| M. Laudrup 23' (11-esből) 45' Povlsen 60' Helveg 80' | (2–1) Részletek | Vincze 2' Simon 24' |

| Koppenhága Nézőszám: 12 152 Játékvezető: Styrbjörn Oskarsson (FIN) |

685. mérkőzés
| 1994. május 4. |

| Lengyelország                                    | 3–2             | Magyarország                     |
| ------------------------------------------------ | --------------- | -------------------------------- |
| Jagodics 48' (öngól) Baluszynski 80' Fedoruk 85' | (0–1) Részletek | Vincze 12' Klausz 50' Keller 81' |

| Krakkó Nézőszám: 6 000 Játékvezető: Karel Bohuněk (CZE) |

686. mérkőzés
| 1994. május 18. |

| Magyarország                     | 2–2             | Horvátország                   |
| -------------------------------- | --------------- | ------------------------------ |
| Keresztúri 51' 75' Kovács J. 40' | (0–0) Részletek | Mladenovics 52' 63' Jerkan 20' |

| Győr Nézőszám: 3 000 Játékvezető: Lubomír Puček (CZE) |

687. mérkőzés
| 1994. június 1. |

| Hollandia                                                                      | 7–1             | Magyarország                     |
| ------------------------------------------------------------------------------ | --------------- | -------------------------------- |
| Bergkamp 13' 90' Roy 18' R. Koeman 24' (11-esből) Taument 47' Rijkaard 59' 79' | (3–1) Részletek | Illés 10' (11-esből) Mészöly 61' |

| Philips Stadion, Eindhoven Nézőszám: 28 000 Játékvezető: David Elleray (ENG) |

688. mérkőzés
| 1994. június 8. |

| Belgium                        | 3–1             | Magyarország           |
| ------------------------------ | --------------- | ---------------------- |
| Weber 6' Degryse 37' Nilis 66' | (2–0) Részletek | Jagodics 55' Dombi 54' |

| Heysel Stadion, Brüsszel Nézőszám: 25 000 Játékvezető: Zbigniew Przesmycki (POL) |

689. mérkőzés – Eb-selejtező
| 1994. szeptember 7. |

| Magyarország                                | 2–2             | Törökország                                          |
| ------------------------------------------- | --------------- | ---------------------------------------------------- |
| Kiprich 4' Halmai 45' Lipcsei 67' Urbán 72' | (0–0) Részletek | Hakan 66' Bülent 70' Tugay 37' Ogün 38' Ertuğrul 53' |

| Népstadion, Budapest Nézőszám: 20 000 Játékvezető: Pierluigi Pairetto (ITA) |

690. mérkőzés
| 1994. október 12. |

| Magyarország       | 0–0       | Németország |
| ------------------ | --------- | ----------- |
| Urbán 11' Duró 30' | Részletek | Wagner 83'  |

| Népstadion, Budapest Nézőszám: 20 000 Játékvezető: Michel Zen Ruffinenn (SUI) |

691. mérkőzés – Eb-selejtező
| 1994. november 16. |

| Svédország            | 2–0             | Magyarország                      |
| --------------------- | --------------- | --------------------------------- |
| Brolin 44' Dahlin 70' | (1–0) Részletek | Mészöly 39' Urbán 50' Lipcsei 53' |

| Råsunda Stadion, Stockholm Nézőszám: 25 000 Játékvezető: Mario van der Ende (NED) |

692. mérkőzés
| 1994. december 14. |

| Mexikó                                                                                              | 5–1             | Magyarország |
| --------------------------------------------------------------------------------------------------- | --------------- | ------------ |
| Hermosillo 21' 37' C. Suárez 43' R. Ramírez 60' Galindo 71' (11-esből) Alves Zague 39' Del Olmo 89' | (3–1) Részletek | Klausz 2'    |

| Azték-stadion, Mexikóváros Nézőszám: 55 000 Játékvezető: Argelio Sabillón (HON) |

## Külső hivatkozások
- A magyar válogatott összes mérkőzése (magyarul)
- A magyar válogatott a soccerbase-en (angolul)
- A magyar válogatott mérkőzései (1994)